# Marine One

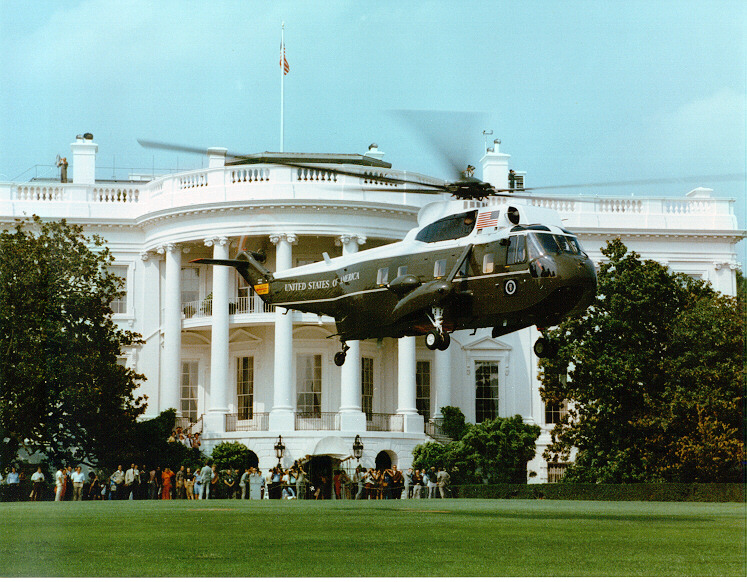
Sea King Marine One vor dem Weißen Haus

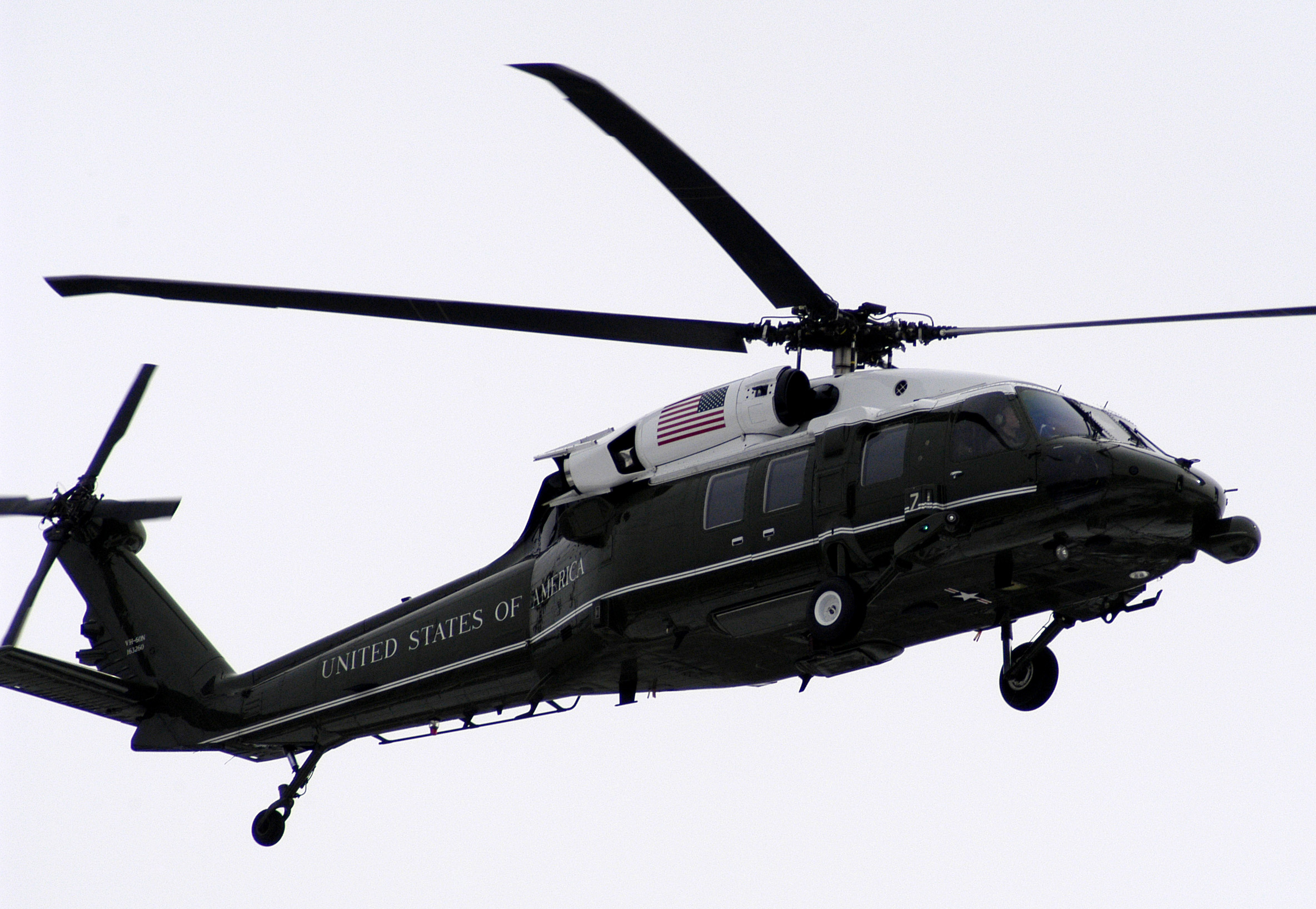
White Hawk als Marine One

Marine One ist der Funkrufname eines Luftfahrzeugs des United States Marine Corps (USMC), das den Präsidenten der Vereinigten Staaten von Amerika an Bord hat. Traditionell werden die Hubschrauber, welche den Präsidenten fliegen, vom Marine Corps gestellt. Die Flächenflugzeuge des Präsidentens hingegen werden typischerweise von der Air Force gestellt und somit als Air Force One bezeichnet.

## Geschichte
Der erste Flug eines Helikopters, der den US-amerikanischen Präsidenten beförderte, war 1957 während der Amtszeit von Dwight D. Eisenhower. Hierfür wurde eine militärische H-13 Sioux verwendet.
Die H-13 wurde dann 1958 durch eine H-34 ersetzt; die Sea King flog als erstes Luftfahrzeug unter dem Funkrufnamen Marine One im Jahre 1961. Vor 1976 teilten sich die US Army und das USMC die Verantwortlichkeit für die Flüge des Präsidenten, wobei das USMC auch das Rufzeichen Army One verwendete, wenn der Präsident an Bord war.

## Hubschrauber

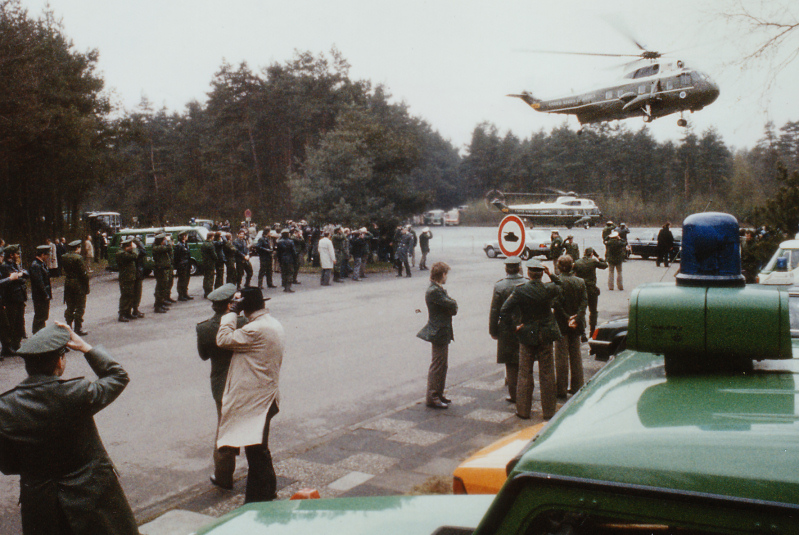
Hubschrauber mit dem US-Präsident Ronald Reagan 1985 während des Besuchs des KZ Bergen-Belsen bei Celle

Bei den Hubschraubern handelt es sich um Sikorsky H-3 Sea Kings oder die neueren kleineren Sikorsky VH-60 White Hawk. Beide Muster sollten durch Lockheed Martin VH-71 (US101) ersetzt werden; dieser Plan wurde jedoch wegen erhöhter Kosten am 6. April 2009 verworfen.
Nach Beendigung des Lockheed-Martin-VH-71-Projekts wurde beschlossen, 21 Sikorsky VH-92A Patriot zu beschaffen. Der Erstflug der speziell ausgestatteten Präsidentenversion war für 2017 geplant. Bis Ende 2023 sollten alle 21 Exemplare ausgeliefert sein. Im Sommer 2023 führte der Heli bereits einige "präsidentielle Einsätze" durch, im 2024 sollte er die bisher verwendeten Sea Kings ersetzen.
Die Farbgebung ist dunkelgrün bis zum oberen Fünftel, wo die Hubschrauber weiß lackiert sind. Seitlich ist in Weiß „United States of America“ zu lesen. Am Hauptrotor befindet sich die Flagge der Vereinigten Staaten, an der Seitenwand unter dem Pilotenfenster das Siegel des Präsidenten.

## Einsatz
Marine One wird aus einer Flotte von 19 Fluggeräten ausgewählt. Hierfür ist ausschließlich die auf der Marine Corps Base Quantico nahe Triangle, VA, stationierte Staffel HMX-1 „Nighthawks“ zuständig. Über 800 Marines sind mit der Flotte für Marine One befasst.
Marine One wird immer von zwei baugleichen Helikoptern der Staffel begleitet, um Attentate abwehren zu können. Alle Besatzungsmitglieder und das Wartungspersonal der HMX-1 müssen den positiven Befund einer intensiven Zuverlässigkeitsüberprüfung, die sogenannte Yankee White security clearance, vorweisen. Hierfür sind zum Beispiel die US-Staatsbürgerschaft sowie eine unzweifelhafte Loyalität gegenüber dem Staat zwingend erforderlich.
Sobald Marine One an einem Zielort landet, wird sie von einem Soldaten des USMC in Gala-Uniform empfangen.

## Marine Two
Befördert ein Luftfahrzeug des Marine Corps den Vizepräsidenten, so ist sein Rufzeichen Marine Two.